# IJslands Gambiet
IJslands Gambiet, niet te verwarren met IJslandgambiet, is een roman van Dominique Biebau. Het is een koude oorlogs-thriller rond het thema schaken.
IJslands Gambiet is een mengeling van een thriller, spionage en een liefdesverhaal, waarin het schaakspel een bijzondere rol is toebedeeld. Het aantal hoofdstukken komt niet toevallig overeen met het aantal velden op een schaakbord en ze zijn getiteld conform de coördinaten van deze velden. De lezer wordt geacht op zoek te gaan naar de aanwijzingen die in de 64 hoofdstukken van het verhaal verweven zijn. Het boek is daarmee een lees- en doeboek. Achter in het boek bevindt zich een verzegelde bijlage met de oplossing van het raadsel dat zich gedurende het verhaal ontwikkelt. De lezer is niet van deze bijlage afhankelijk om het raadsel op te lossen en kan het boek ook zonder deze bijlage lezen.

## Inhoud roman
De roman vertelt het verhaal van Russisch meestervervalser, spion en schaker, Maxim Boelgakov. Maxim is een spion in een tijd dat de Verenigde Staten en Sovjet-Unie tegenover elkaar stonden in de koude oorlog. Boelgakovs talent om handschriften te imiteren komt de partijen aan beide zijden van het ijzeren gordijn goed van pas.
Maxim is een onecht kind wiens vader geëlimineerd is door zijn rivaal, en wiens moeder haar tong afgebeten heeft om niets over zijn verleden te verhullen. Maxim ontsnapt gedurende een jachtpartij aan zijn stiefvader, die hem wil vermoorden.
Op jonge leeftijd wordt Maxim Boelgakov gedwongen voor de Russische geheime dienst als spion te werken en documenten te vervalsen. Hij komt terecht in een wereld waarin hij niemand kan vertrouwen. Ook wordt hij ingehuurd door de Franse geheime dienst, waar hij geheim agent Luchenne leert kennen. Maxim wordt verliefd op Marguerite, de dochter van Luchenne. En hoewel hij met pijn in het hart haar moet achterlaten, zal ze altijd in zijn gedachten blijven.
Naarmate de computer handgeschreven documenten overbodig maakt, verliest Boelgakovs talent zijn nut voor de spionagediensten. Hij begint dan een nieuwe loopbaan als meestervervalser.
In de herfst van zijn leven wordt hij vermoord gevonden in een hotelkamer in Reykjavik. Een internationaal conflict dreigt zodra zijn lijk ontdekt wordt. Boelgakov heeft echter een manuscript achtergelaten dat zijn autobiografie is en tegelijkertijd zijn moordenaar aanwijst. Er wordt een anonieme speurder op de zaak gezet om de puzzel te ontrafelen.

## De verzegelde bijlage
De oplossing van het raadsel dat zich gedurende het verhaal ontwikkeld bevindt zich in een verzegelde bijlage aan het eind van het boek. Dit zou de lezer ervan vrijwaren zich verplicht te voelen zijn hoofd over het raadsel te breken. Het boek kan namelijk ook zonder deze uitdaging gelezen worden. Dat is in geval van de in 2019 uitgegeven paperbackversie van IJslands Gambiet mooi meegenomen, want in deze editie blijkt de verzegelde bijlage te ontbreken. Deze is desalniettemin sindsdien apart te verkrijgen, onder meer via de website van de auteur.

## Recensies
De recensies zijn algemeen lovend, en benadrukken dat terwijl IJslands Gambiet prettig leesbaar is voor de niet-schaker, de schaker nog eens extra verrast wordt door de ontknoping in de verzegelde bijlage.
Desalniettemin zijn er ook punten van milde kritiek: Reykjavik, de stad waar het verhaal zich afspeelt, komt nauwelijks aan bod, een gemiste kans gezien het karakter van de stad. Hierdoor wordt volgens Kreulen de keuze voor juist deze stad wat opportuun en de verwijzing naar het schaakwereldkampioenschap Bobby Fischer en Boris Spasski wat clichématig. De Vos ziet echter een parallel tussen het verhaal dat verweven zou zijn met deze kampioenschap dat in 1972 gespeeld werd. En het verhaal zelf zou zich weer ontwikkelen als "the game of the century", een partij die Fischer in 1956 op dertienjarige leeftijd tegen Donald Byrne speelde en die met zwart in 38 zetten won.
Literair lijkt de tekst soms tegen het cliché aan te schuren. Zo zou het boek beginnen met een dubieuze beschrijving van de moordplek als een "hotel met genoeg sterren om een hele hemel te bezetten".
Het verhaal is spannend geschreven, misschien een beetje archaïsch, aldus Kreulen. De roman doet de recensent denken aan Havanks serie misdaadromans met de Franse politie-inspecteur De Schaduw.